# New Haven (Indiana)
Pour les articles homonymes, voir New Haven.
New Haven est une ville du comté d'Allen en Indiana, dans la banlieue ouest de Fort Wayne. Sa population était de 14 794 habitants en 2010.
La ville a été fondée en 1865.